# Гончарова, Римма Сергеевна
Римма Сергеевна Гончарова (род. 11 мая 1995 года, Крымск) — российская волейболистка, центральная блокирующая.

## Биография
Римма Сергеевна Гончарова родилась 11 мая 1995 года в Крымске. С 2001 по 2011 год училась в средней школе № 6 в Крымске, с 2011 по 2012 год — в школе № 96 в Краснодаре. Затем поступила в Кубанский государственный аграрный университет.
В 2011 году вошла в состав молодёжной команды краснодарского «Динамо». В 2012 году участвовала в чемпионате Европы среди молодёжных команд в Турции. В 2014 году попала в заявку «Динамо» на один из матчей «Кубка ЕКВ», однако на площадку не выходила. В основной команде выступала с 2013 по 2015 год.
Затем выступала за команды «Воронеж» (2015—2016), «Сахалин» (2016—2018). В июне 2018 года подписала контракт с командой «Протон». В 2019 году вернулась в краснодарское «Динамо».

## Достижения

### С клубами
- двукратный бронзовый призёр розыгрышей Кубка России — 2013, 2020,